# Saporo
Saporo (japonsko 札幌市 - Saporo-shi) je peto največje japonsko mesto po prebivalstvu, decembra 2005 je imelo 1.882.424 ljudi.
Je glavno mesto prefekture Hokaido in leži na jugozahodu istoimenskega otoka, v aluvialnem stožcu reke Tojohira. Kot največje mesto na otoku Hokaido velja za njegovo kulturno, gospodarsko in politično središče.
Pripadniki ljudstva Ainu so na območje, kjer je danes Saporo, prišli pred 15.000 leti, medtem ko so se pripadniki ljudstva Jamato začeli priseljevati v 19. stoletju. Saporo je bil gostitelj Zimskih olimpijskih iger 1972 in treh tekem Svetovnega prvenstva v nogometu 2002. Znan je tudi po snežnem festivalu, ki vsako leto privabi več kot dva milijona turistov iz tujine.